# Sidi Aissa Regragui
Sidi Aissa Regragui (àrab سيدي عيسى الركراكي) és una comuna rural de la província d'Essaouira de la regió de Marràqueix-Safi. Segons el cens de 2014 tenia una població total de 7.873 persones.